# Frechverlag
Der Frechverlag in Stuttgart ist ein deutscher Verlag für Ratgeber für Basteln und Handarbeiten. Er ging aus der 1955 gegründeten Druckerei Michael Frech hervor. Zum Frechverlag gehören die Marken TOPP und (seit 2011) Busse Seewald. Der Frechverlag gehörte zur Weka Group, bis er 2021 von der Penguin Random House Verlagsgruppe übernommen wurde, die ihrerseits Teil des Bertelsmann-Konzerns ist.

## Bekannte Autoren
- Sigrid Artmann
- Julius Frack
- Bernd Klimmer
- Andreas Kramer
- Martina Lammel
- Magdalena Neuner
- Judith Paus
- Herdin Radtke
- Claudia Schmitz-Esser

Im Busse-Seewald-Verlag
- Erhard Eppler
- Günter Rohrmoser
- Helmut Schmidt
- Franz Josef Strauß